# Glenea juno
Glenea juno là một loài bọ cánh cứng trong họ Cerambycidae.